# Curica-verde
Papagaio-de-cauda-curta ou curica-verde (nome científico: Graydidascalus brachyurus) é uma espécie de ave da família dos psitacídeos, a única do gênero Graydidascalus.
Pode ser encontrada na Bolívia, Brasil, Colômbia, Equador, e Peru.